# Даніел Рібейру
Даніе́л Рібе́йру (порт. Daniel Ribeiro; нар.20 травня 1982, Сан-Паулу, Бразилія) — бразильський кінорежисер, сценарист і продюсер.

## Життєпис
Даніел Рібейру народився 20 травня 1982 року в Сан-Паулу, Бразилія. Навчався в кіношколі Університету Сан-Паулу. Як режисер поставив кілька короткометражних фільмів, які були відзначені численними нагородами престижних міжнародних кінофестивалів. Його фільм 2007 року «Кава з молоком» (в англомовному прокаті «Ти, я і він» (англ. You, Me and Him)) здобув Кришталевого ведмедя за найкращий короткометражний фільм на Берлінському кінофестивалі 2008 року.
Перший повнометражний фільм Даніела Рібейри «В його очах» (2012), знятий на основі його короткометражки «Я не хочу повертатися один», (2010) здобув премії «Тедді» за найкращий ЛГБТ-фільм та Приз ФІПРЕССІ за найкращий художній фільм у секції Панорама на 64-му Берлінському міжнародному кінофестивалі. 

## Фільмографія
| Рік  |     | Назва українською            | Оригінальна назва            | Режисер | Сценарист | Продюсер |
| ---- | --- | ---------------------------- | ---------------------------- | ------- | --------- | -------- |
| 2007 | к/м | Потенціал Мони               | A Mona do Lotação            | Так     |           |          |
| 2007 | к/м | Кава з молоком (Ти, я і він) | Café com Leite               | Так     | Так       |          |
| 2010 | к/м | Я не хочу повертатися один   | Eu Não Quero Voltar Sozinho  | Так     | Так       | Так      |
| 2014 |     | В його очах                  | Hoje Eu Quero Voltar Sozinho | Так     | Так       | Так      |

## Визнання
| Берлінський міжнародний кінофестиваль                |                                                              |                            |           |
| 2008                                                 | Кришталевий ведмідь за найкращий короткометражний фільм      | Кава з молоком             | Перемога  |
| 2014                                                 | Премія «Тедді» за найкращий ЛГБТ-фільм                       | В його очах                | Перемога  |
| 2014                                                 | Приз ФІПРЕССІ (секція Панорама)                              | В його очах                | Перемога  |
| Кіно-відео фестиваль в Куябі (Бразилія)              |                                                              |                            |           |
| 2008                                                 | Приз за найкращу режисерську роботу                          | Кава з молоком             | Перемога  |
| 2014                                                 | Приз за найкращу режисерську роботу                          | В його очах                | Перемога  |
| 2014                                                 | Приз глядацьких симпатій                                     | В його очах                | Перемога  |
| Бразильський кінофестиваль в Маямі                   |                                                              |                            |           |
| 2008                                                 | Найкращий короткометражний фільм                             | Кава з молоком             | Перемога  |
| 38-й Київський міжнародний кінофестиваль «Молодість» |                                                              |                            |           |
| 2008                                                 | Спеціальний диплом фестивалю                                 | Кава з молоком             | Перемога  |
| Туринський гей-лесбійський кінофестиваль             |                                                              |                            |           |
| 2008                                                 | Приз глядацьких симпатій (короткометражний фільм)            | Кава з молоком             | Перемога  |
| 2011                                                 | Приз глядацьких симпатій (короткометражний фільм)            | В його очах                | Перемога  |
| 2011                                                 | Спеціальна згадка                                            | Я не хочу повертатися один | Перемога  |
| 2014                                                 | Приз глядацьких симпатій (найкращий художній фільм)          | В його очах                | Перемога  |
| Гран-прі бразильського кіно                          |                                                              |                            |           |
| 2009                                                 | Найкращий короткометражний фільм                             | Кава з молоком             | Перемога  |
| 2011                                                 | Найкращий короткометражний фільм                             | Я не хочу повертатися один | Номінація |
| 2015                                                 | Найкращий режисер                                            | В його очах                | Номінація |
| 2015                                                 | Найкращий оригінальний сценарій                              | В його очах                | Номінація |
| Гей-лесбійський кінофестиваль в Сіетлі               |                                                              |                            |           |
| 2011                                                 | Приз глядацьких симпатій                                     | Я не хочу повертатися один | Перемога  |
| 2011                                                 | Почесна згадка                                               | Я не хочу повертатися один | Перемога  |
| 2015                                                 | Приз глядацьких симпатій                                     | В його очах                | Перемога  |
| ЛГБТ-кінофестиваль Аутфест                           |                                                              |                            |           |
| 2011                                                 | Гран-прі журі за видатний драматичний короткометражний фільм | Я не хочу повертатися один | Перемога  |
| 2014                                                 | Приз глядачів (Видатний драматичний художній фільм)          | Я не хочу повертатися один | Перемога  |
| 2014                                                 | Приз глядачів (Видатна художня особливість)                  | Я не хочу повертатися один | Перемога  |
| Паризький ЛГБТ-кінофестиваль Chéries-Chéris          |                                                              |                            |           |
| 2011                                                 | Приз Pink TV за найкращий короткометражний фільм             | Я не хочу повертатися один | Перемога  |
| Барселонський гей-лесбійський кінофестиваль          |                                                              |                            |           |
| 2011                                                 | Приз глядацьких симпатій (Найкращий короткометражний фільм)  | Я не хочу повертатися один | Перемога  |
| Афінський міжнародний кінофестиваль                  |                                                              |                            |           |
| 2014                                                 | Золота Афіна за найкращий фільм                              | В його очах                | Номінація |
| 2014                                                 | Приз глядацьких симпатій (Найкращий філь)                    | В його очах                | Перемога  |
| Нью-йоркський гей-лесбійський кінофестиваль          |                                                              |                            |           |
| 2014                                                 | Приз глядачів — Найкращий художній фільм                     | В його очах                | Перемога  |
| Міжнародний кінофестиваль у Сан-Себастьяні           |                                                              |                            |           |
| 2014                                                 | Премія «Себастьян»                                           | В його очах                | Номінація |
| ЛГБТ-кінофестиваль Фреймлайн                         |                                                              |                            |           |
| 2014                                                 | Приз глядацьких симпатій (Найкращий художній фільм)          | В його очах                | Перемога  |